# Saint-Usage, Côte-d'Or
Saint-Usage är en kommun i departementet Côte-d'Or i regionen Bourgogne-Franche-Comté i östra Frankrike. Kommunen ligger i kantonen Saint-Jean-de-Losne som tillhör arrondissementet Beaune. År 2022 hade Saint-Usage 1 330 invånare.

## Befolkningsutveckling
Antalet invånare i kommunen Saint-Usage
Referens:INSEE